# Anosia amplifascia
Anosia amplifascia är en fjärilsart som beskrevs av Talbot 1943. Anosia amplifascia ingår i släktet Anosia och familjen praktfjärilar. Inga underarter finns listade i Catalogue of Life.